# 盲音合唱團
盲音合唱团（英語：Deftones）是一支美国的另类金属乐队，1988年成立于加利福尼亚州沙加緬度。该乐队被认为是另类金属乐队中最深入实验金属的一支乐队，有时评论界会称其为“金属音乐界的电台司令”。

## 專輯列表
- 《Adrenaline》（1995年）
- 《Around The Fur》（1997年）
- 《White Pony》（2000年）
- 《Deftones》（2003年）
- 《Sturday Night Wrist》（2006年）
- 《Dimaond Eyes》（2008年）
- 《Koi No Yokan》（2012年）
- 《Gore》（2016年）
- 《Ohms》（2020年）

## 其他專輯
- 《B-Sides & Rarities》（2005年）
- 《Covers》（2011年）
- 《White Pony(20th Anniversary Deluxe Edition》（2005年）

## 合輯
- 《The Studio Album Collection》（2016年）